# Hortipes narcissus
Hortipes narcissus är en spindelart som beskrevs av Jan Bosselaers och Rudy Jocqué 2000. Hortipes narcissus ingår i släktet Hortipes och familjen flinkspindlar.
Artens utbredningsområde är Kongo. Inga underarter finns listade i Catalogue of Life.